# Maison de la Bazoche
La Maison  dite de la Bazoche est une maison située à Laval, dans le département de la Mayenne. Elle est située au 10 place de la Trémoille à Laval. Elle est reconstruite en 1615.

## Histoire
La maison est reconstruite en 1615. On  attribue à Étienne Corbineau la reconstruction en 1615 de la Maison des Grandes Écoles, devenue Maison de la Bazoche, sur les caves des grandes écoles pour le marchand Jean Crosnier.